# كفر الحمادية
كفر الحمادية إحدى قرى مركز بركة السبع التابع لمحافظة المنوفية بجمهورية مصر العربية. 

## السكان
بلغ عدد سكان كفر الحمادية 3,529 نسمة، حسب الإحصاء الرسمي لعام 2006.